# Dora Puelma
Dora Puelma Francino de Fuenzalida (Antofagasta, 22 de marzo de 1898 - Santiago de Chile, 1 de abril de 1972) fue una pintora, escultora y escritora chilena adscrita a la generación del 13. Su trabajo se caracterizó por la «fidelidad a la tradición pictórica del paisaje y las técnicas de la representación que siempre defendió por sobre las tendencias abstractas que se impusieron en su época», por lo que su trabajo se incluyó dentro del naturalismo pictórico chileno que abordó principalmente a través del uso de la técnica del óleo y la acuarela.
Tras su ingreso a la Escuela de Bellas Artes, fue alumna de Fernando Álvarez de Sotomayor,  Alberto Valenzuela Llanos, Juan Francisco González y Pablo Burchard, mientras que en ámbito de la escultura, fue discípula de Virginio Arias. Junto a Elmina Moisan, Ximena Morla de Subercaseaux, Sara Camino, Judith Alpi y Miriam Sanfuentes, fue una de las seis primeras pintoras chilenas que expusieron sus obras a principios del siglo XX; particularmente Dora lo hizo colectivamente en 1914 durante la Exposición de Arte Femenino de la Sociedad Artística Femenina en Santiago, y luego en los Salones Oficiales de Santiago en 1916, donde también participaría en 1919, 1925, 1927, 1938, 1942, 1943, 1947, 1948, 1949, 1952, 1954, 1955 y 1957.
Participó además en otras exposiciones colectivas, entre ellas la realizada en la Exposición internacional de Sevilla (1930), donde recibió la medalla de bronce en pintura.

## Obras en colecciones públicas
- The perfect confidante, Dibujo sobre papel, 54 x 44 cm. Museo Nacional de Bellas Artes, Santiago de Chile.
- Paisaje, Óleo sobre tela, 50 x 38 cm. Museo Nacional de Bellas Artes, Santiago de Chile.
- Mañana de primavera, Óleo sobre tela, 65 x 75 cm.  Museo Nacional de Bellas Artes, Santiago de Chile.